# Dampetrus
Genre
Synonymes
- Eudampetrus Roewer, 1935

Dampetrus est un genre d'opilions laniatores de la famille des Assamiidae.

## Distribution
Les espèces de ce genre sont endémique d'Australie.

## Liste des espèces
Selon World Catalogue of Opiliones (02/06/2021) :
- Dampetrus australis Karsch, 1880
- Dampetrus geniculatus Sørensen, 1886
- Dampetrus gracilis Forster, 1949
- Dampetrus granulatus Sørensen, 1886
- Dampetrus isolatus Shear, 2001
- Dampetrus soerenseni Forster, 1955

## Publication originale
- Karsch, 1880 : « Arachnologische Blätter (Decas I). IX. Neue Phalangiden des Berliner Museums. » Zeitschrift für die gesammten Naturwissenschaften, vol. 53, p. 400–404.